# スティーブ・イェンクナー
スティーブ・イェンクナー (Steve Jenkner, 1976年5月31日 - ) は、ドイツ・ザクセン州リヒテンシュタイン出身の元オートバイレーサー。主にロードレース世界選手権125ccクラスで活躍した。

## 経歴
1989年よりミニバイクレースを始めたイェンクナーは、ADACミニバイクカップ、125ccのジュニアカップ、ドイツ国内選手権(IDM)を経て、1997年よりロードレース世界選手権125ccクラスにフル参戦を開始した。
毎シーズン着実に成績を上げていったイェンクナーは、2001年の第7戦ダッチTTで初表彰台(3位)を獲得、翌2002年には全16戦中15戦でポイントを獲得、5戦で3位表彰台に立つ安定度を見せ、キャリアベストとなる年間ランキング5位を記録した。そして2003年には第7戦ダッチTTで、自身グランプリ唯一となる勝利を遂げた。
2005年には125ccクラスに新たに導入された年齢制限(28歳まで)に引っ掛かったため、250ccクラスに活動の場を移した。ベストリザルトは第12戦日本GPでの12位に留まり、年間ランキングは23位に終わった。翌2006年1月、イェンクナーはグランプリからの引退を発表した。
2006年シーズンはイタリアのファンティックの250ccマシンの開発ライダーとして、ヨーロッパ選手権に参戦した。現在イェンクナーはオートバイレース関連のマネージメント会社 " Raceoffice " の代表として、ポケットバイク・ミニバイクのチームやスクールの運営を手がける等、後進の育成に努めている。また2008年からはブリヂストンのMotoGP担当現場エンジニアとして、グランプリに復帰を果たした。ちなみに同じ元125ccライダーの東雅雄も、同職を務めている。

## ロードレース世界選手権 戦績
| シーズン | クラス | チーム                     | バイク     | 出走 | 優勝 | 表彰台 | PP | FL | ポイント | シリーズ順位 |
| -------- | ------ | -------------------------- | ---------- | ---- | ---- | ------ | -- | -- | -------- | ------------ |
| 1997年   | 125cc  | アプリリアADACザクセン     | アプリリア | 15   | 0    | 0      | 0  | 0  | 20       | 19位         |
| 1998年   | 125cc  | マールボロADACザクセン     | アプリリア | 14   | 0    | 0      | 0  | 0  | 45       | 17位         |
| 1999年   | 125cc  | マールボロADACザクセン     | アプリリア | 14   | 0    | 0      | 0  | 0  | 54       | 15位         |
| 2000年   | 125cc  | ADACザクセンPEV Massivhaus | ホンダ     | 16   | 0    | 0      | 0  | 0  | 74       | 12位         |
| 2001年   | 125cc  | LAE UGT3000                | アプリリア | 16   | 0    | 2      | 0  | 0  | 94       | 11位         |
| 2002年   | 125cc  | UGT3000アブルッツォ        | アプリリア | 16   | 0    | 5      | 0  | 3  | 168      | 5位          |
| 2003年   | 125cc  | Exalt Cycle Red Devil      | アプリリア | 16   | 1    | 6      | 0  | 1  | 151      | 6位          |
| 2004年   | 125cc  | ラウチ・ブラボー           | アプリリア | 16   | 0    | 1      | 1  | 2  | 122      | 8位          |
| 2005年   | 250cc  | Nocable.it レース          | アプリリア | 14   | 0    | 0      | 0  | 0  | 13       | 23位         |
| 合計     |        |                            |            | 137  | 1    | 14     | 1  | 6  | 741      |              |